# Ugo Fornari
Ugo Fornari (Torino, 5 maggio 1939) è uno psichiatra e scrittore italiano.

## Biografia
Psichiatra e medico legale, è stato professore ordinario di Psicopatologia Forense presso l'Università degli Studi di Torino. Ha svolto attività di formazione per operatori della psicologia, della psichiatria e della criminologia. Negli anni, ha tenuto corsi di aggiornamento per magistrati e uditori giudiziari organizzati dal C.S.M. (Consiglio Superiore della Magistratura). Ha svolto un'intensa attività come perito dei Tribunali italiani, tra cui le perizie psichiatriche su Giancarlo Lotti, Anna Maria Franzoni, Pietro Pacciani, Gianfranco Stevanin e Donato Bilancia. È autore di oltre centottanta pubblicazioni scientifiche e di testi inerenti argomenti di psichiatria medico-legale, psichiatria forense, psicologia forense e criminologia.

## Opere
- Trattato di psichiatria forense, edito dalla UTET nel 1997 e giunto alla IX edizione nel 2024.
- Monomania omicida. Origini ed evoluzione storica del reato d'impeto edito da Centro Scientifico Editore nel 1997.
- Serial killer. Tre «Mostri infelici» del passato a confronto, scritto in collaborazione con Jutta Birkhoff edito da Centro Scientifico Editore nel 1997.
- Il caso giudiziario di Gianfranco Stevanin, scritto in collaborazione con Ivan Galliani, edito da Centro Scientifico Editore nel 2003.
- La valutazione della capacità decisionale in psichiatria di consultazione, scritto in collaborazione con Silvia Coda, edito da Centro Scientifico Editore nel 2003.
- Paranoia. Dal disturbo di personalità alla psicosi delirante, edito dalla Espress Edizioni nel 2011.
- Al di là di ogni ragionevole dubbio. Ovvero sulla cosiddetta prova scientifica nelle discipline psicoforensi, edito dalla Espress Edizioni nel 2012.
- Tre orrendi delitti del passato, scritto in collaborazione con Silvia Coda, edito da Centro Scientifico Editore nel 1998.
- Delitti folli, delitti di folli. Una lettura differenziale del crimine violento, edito dalla Espress Edizioni nel 2012.
- Il fascino del male. Crimini e responsabilità nelle storie di vita di tre serial killer, scritto in collaborazione con Gianluigi Ponti e Raffaello Cortina, edito nel 1996
- La responsabilità del medico in psichiatria, scritto in collaborazione con Stefano Jourdan edito da Centro Scientifico Editore nel 1998.
- Psicopatologia e psichiatria forense edito dalla UTET nel 1989.
- Il costo dell'essere diversi. Un modello di risposta ai problemi del disadattamento minorile in Piemonte edito dalla Tirrenia Stampatori nel 1980